# Sophronica rufobasiantennalis
Sophronica rufobasiantennalis är en skalbaggsart som beskrevs av Stefan von Breuning 1948. Sophronica rufobasiantennalis ingår i släktet Sophronica och familjen långhorningar. Inga underarter finns listade i Catalogue of Life.